# Avenue Saint-Honoré-d'Eylau
L'avenue Saint-Honoré-d'Eylau est une voie du 16e arrondissement de Paris, en France.

## Situation et accès
L'avenue Saint-Honoré-d'Eylau est une voie privée située dans le 16e arrondissement de Paris. Elle débute au 58, avenue Raymond-Poincaré et se termine en impasse.

## Origine du nom
Elle doit son nom au voisinage de l'église Saint-Honoré-d'Eylau.

## Historique
Cette voie est ouverte sous sa dénomination actuelle en 1928, dans un lotissement appartenant à la Société industrielle, commerciale et immobilière de l'avenue de Malakoff.
Fermée auparavant par une barrière amovible mais accessible par voie piétonne, l'avenue est fermé par une grille depuis des travaux menés en 2020.

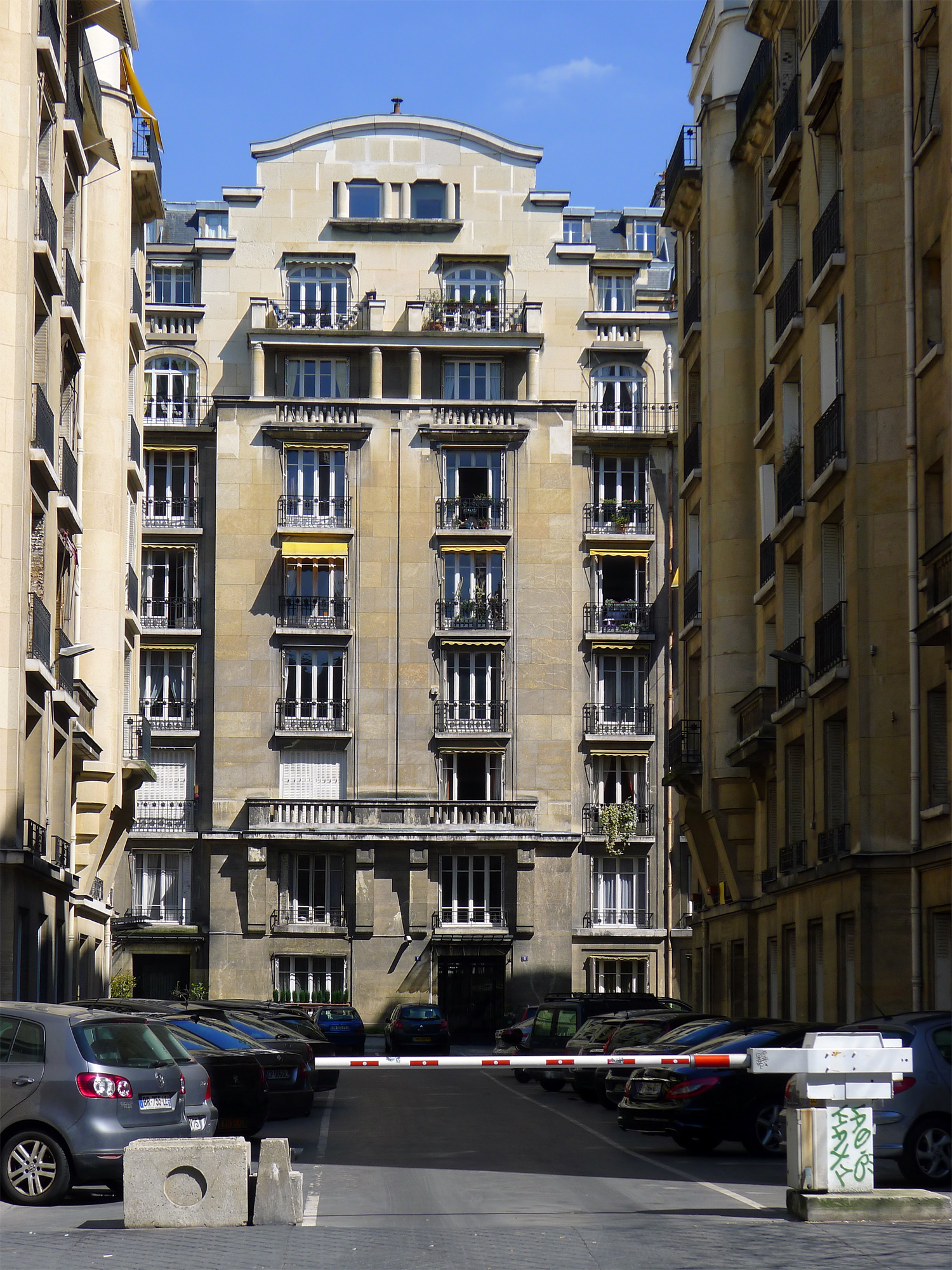
L'avenue en 2013 (barrière amovible).
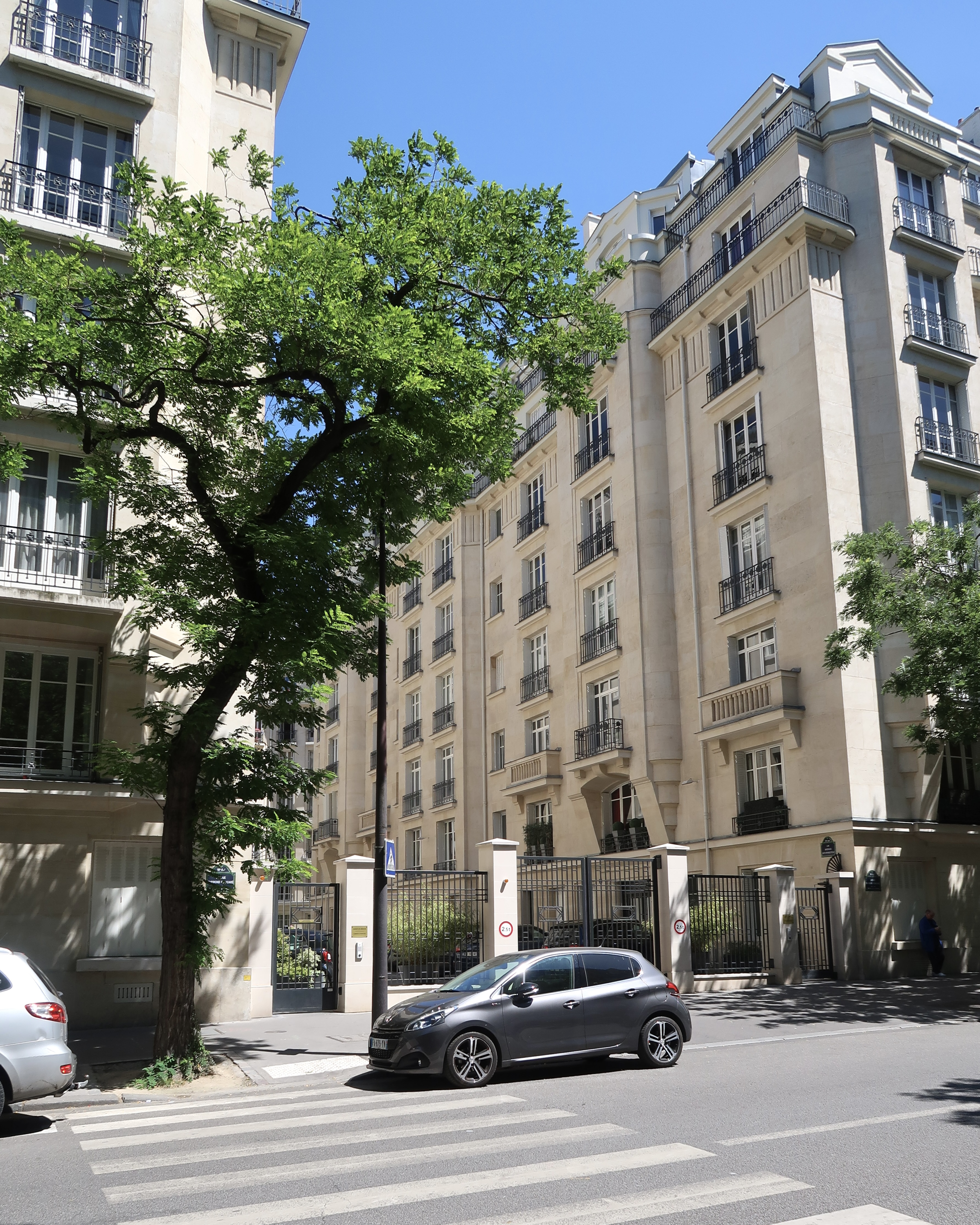
L'avenue en 2022 (grille).